# أغاستيا
كان أغاستيا أحد الحكماء الهندوس الهنود الموقرين. في التقليد الهندي، يعتبر أغاستيا من أبرز الشخصيات التي عاشت في عزلة عن العالم، وكان عالمًا صاحب أثر في العديد من لغات شبه القارة الهندية. كان أغاستيا وزوجته لوبامودرا المؤلفين الشهيرين لترتيلات 1.165 حتى 1.191 في نص ريغفيدا وباقي الأدب الفيدي المكتوب باللغة السنسكريتية. 
يعتبر أغاستيا أب طب سيدها. ويظهر في العديد من نصوص إيتيهاساس وبورانا، بما في ذلك ملحمتي مهابهاراتا ورامايانا الكبرتين. ويعد أغاستيا واحدًا من أشهر 7 ريشي (السابتاريشي) في النصوص الفيدية، ويحظى بمكانة مرموقة كأحد السيدهار التاميل في التقليد الشيفاوي الذين اخترعوا قاعدة قديمة للغات الدرافيدية، أغاتيام، ولعب دورًا رياديًا في تطوير طب وروحانية تامبرابارنيان في مراكز سايفا في سري لانكا وجنوب الهند في فترة فجر التاريخ. ويحظى أغاستيا أيضًا بمكانة في الأدب البوراني لدى طائفتي الشاكتية والفيشنوية. وهو أحد الحكماء الهنود الذين توجد لهم منحوات ونقوش بارزة قديمة في المعابد الهندوسية لجنوب آسيا وجنوب شرق آسيا مثل معابد شايفا العائدة لحقبة أوائل القرون الوسطى في جزيرة جاوة في إندونيسيا. ويعد أغاستيا الشخصية الرئيسية والغورو في نص أغاستيابارفا القديم المكتوب باللغة الجاوية، الذي ما تزال نسخته العائدة للقرن ال 11 موجودة حتى اليوم.
يشار إلى أغاستيا عادة على أنه مؤلف العديد من النصوص السنسكريتية، كنص أغاستيا غيتا ضمن نصوص فاراها بورانا، وأغاستيا سامهيتا المرفق ضمن نصوص سكاندا بورانا، ونص دفايدها نيرنايا تانترا. ويشار إليه أيضًا بأسماء مانا وكالاساجا وكومبهاجا وكومبهايوني ومايترافاروني نسبة لأصوله الأسطورية.

## أصل الكلمة والتسمية الاصطلاحية
طُرحت أصول عديدة ومختلفة لكلمة «أغاستيا». ذكرت إحدى النظريات أن جذر الكلمة هو أغ أو أنغ التي تعني «المشع والمضيء» وتربط أغاستيا ب «الشخص الذي يشع» في العتمة، وعادة ما يكون اسم أغاستيا الاسم الهندي لنجم سهيل، ثاني أكثر النجوم إشعاعًا في السماء في شبه القارة الهندية بعد سيريوس. وتربط نظرية ثالثة الاسم بأصول هندو أوروبية عبر الكلمة الإيرانية غاستا التي تعني «الخطيئة والإثم»، وستعني كلمة أغاستا «غير الخاطئ وغير الآثم». وتشير النظرية الرابعة التي استندت إلى الأصل الشعبي للكلمة في البيت 2.11 من رامايانا كلمة أغاستيا مشتقة من أغا (الثابت أو الجبل) وغام (يتحرك)، ويعني الجذران سوية «الشخص الذي يحرك الجبال» أو «محرك ما هو ثابت». تكتب الكلمة أيضًا كأغاستي وأغاثيار.

## سيرة حياته
أغاستيا هو المؤلف للعديد من تراتيل ريجفيدا. غير أن هذه التراتيل غير موجودة في سيرة حياته. تعود أصول كلمة أغاستيا، بولاستيا، أحد الحكماء السبع لريجفيدا، إلى والده. جاءت ولادته الثانية الإعجازية عن طريق إقامة ياجنا من قبل الإلهين ميترا وفارونا، حيث تظهر روح أبسارا وأورفاشي السماوية. إلا أنهما يسحران بجنسانية أبسارا وأورفاشي السماوية، ويقذفان السائل المنوي. يسقط سائلهما المنوي في جرة طينية كانت الرحم الذي سينمو فيه الجنين أغاستيا. ويولد أغاستيا من هذا الوعاء، إلى جانب حكيمه التوأم فاسيشت في بعض الأساطير. وتمنحه هذه الأسطورة اسم كومبهايوني الذي يعني حرفيًا «من كان رحمه وعاء من الطين». 
أغاستيا هو أحد البراهمة التاميل (مارايار) الذي يعيش حياة الزهد ويثقف نفسه ويصبح حكيمًا ذائع الصيت. تسببت أصوله غير المعروفة إلى اقتراحات تخمينية تقول بأنه من المحتمل أن أغاستيا الحقبة الفيدية كان مهاجرًا تركت أفكاره أثرًا في المنطقة الجنوبية. 
وفقًا لأساطير متناقضة في الأدب البوراني وفي الملاحم، يتقدم الحكيم الزاهد أغاستيا للزواج من لوبامودرا، التي كانت أميرة ولدت في مملكة فيداربها. كان والدا الأميرة غير راغبين بمباركة الخطوبة لخشيتهم أنها ستكون غير قادرة على عيش الحياة المتقشفة التي كان أغاستيا يعيشها في الغابة. إلا أن الأساطير تذكر أن لوبامودرا تقبل به كزوج، وتقول إن أغاستيا يمتلك ثروة العيش الزاهد وأن شبابها سيتلاشى مع الفصول وأن فضيلته تجعله الشخص المناسب. وبذلك أصبحت لوبامودرا زوجة أغاستيا. في نسخ أخرى، تزوجت لوبامودرا أغاستيا، إلا أنه بعد الزواج، تطلب من زوجها أن يوفر لها أساسيات الراحة قبل أن يمارسا الجنس كزوجين، وهو طلب أفضى إلى إرغام أغاستيا على العودة إلى المجتمع وتحصيل ثروة.
أنجب أغاستيا ولوبامودرا ولد سمي دردهاسيو، وفي بعض الأحيان سمي إدهامافاها. ويوصف في ماهابهاراتا بأنه صبي يتعلم الفيداس عبر استماعه لوالديه حين كان في الرحم، ويولد إلى العالم وهو يردد التراتيل.

### أغاستيا أشرام
كان لدى أغاستيا صومعة ناسك (أشرام)، إلا أن النصوص الهندية العائدة للحقبة القديمة وحقبة القرون الوسطى تقدم قصصًا ومواقعًا متناقضة لهذا الأشرام. تحدد أسطورتان موقعه في شمالي غرب ماهاراشترا، على ضفاف نهر غودافاري بالقرب من ناشيك في بلدتين صغيرتين تسميان أغاستيابوري وأكولي. وتوجد مواقع مفترضة أخرى ذكرت في المصادر الشمالية والشرقية الهندية بالقرب من سانغلي في إينوادي (أغاستيناغار) وقرية (تل خانابور) (الممرات الجبلية الغربية في ماهاراشترا) أو بالقرب من كاناوج (أوتار براديش)، أو في قرية أغاستيموني بالقرب من رودرابراياغ (أوتاراخاند) أو تلال ساتبورا رانج (مادهيا براديش). في المصادر الجنوبية وفي ديفي بهاغافاتا بورانا الهندية الشمالية.
يقع الأشرام الخاص به في تاميل نادو، والذي يقع بأشكال مختلفة في تيرونيلفيلي أو تلال بوثيال أو ثانجافور. مع توجهه نحو الشرق، كفر عن ذنوبه على صخرة في كانياكوماري مباشرة بعد أن بدأ بممارسة كالي يوغا. ويعتبر أن مكان الراحة الأخير الخاص به كان في أغاستيا مالا في ثيروفانانثابورام.